# Дід Мороз
Дід Моро́з — казковий персонаж святкування Нового року спочатку в Російській імперії (другорядний) та СРСР (головний), згодом у пострадянських країнах, який вручає дітям подарунки особисто або кладе під новорічну ялинку. 
Прообразами є Мороз — персонаж слов'янського казкового фольклору та календарних обрядів, і західноєвропейські різдвяні персонажі (Санта-Клаус та ін.), засновані на образі святого Миколая Чудотворця. Відомий (як Мороз Іванович) з 1840 року, але створення канонічного образу Діда Мороза як обов'язкового персонажа новорічного, а не різдвяного свята відбулося в радянський період і відноситься до кінця 1930-х років, коли після кількох років заборони знову була дозволена святкова ялинка.

## Новорічний персонаж

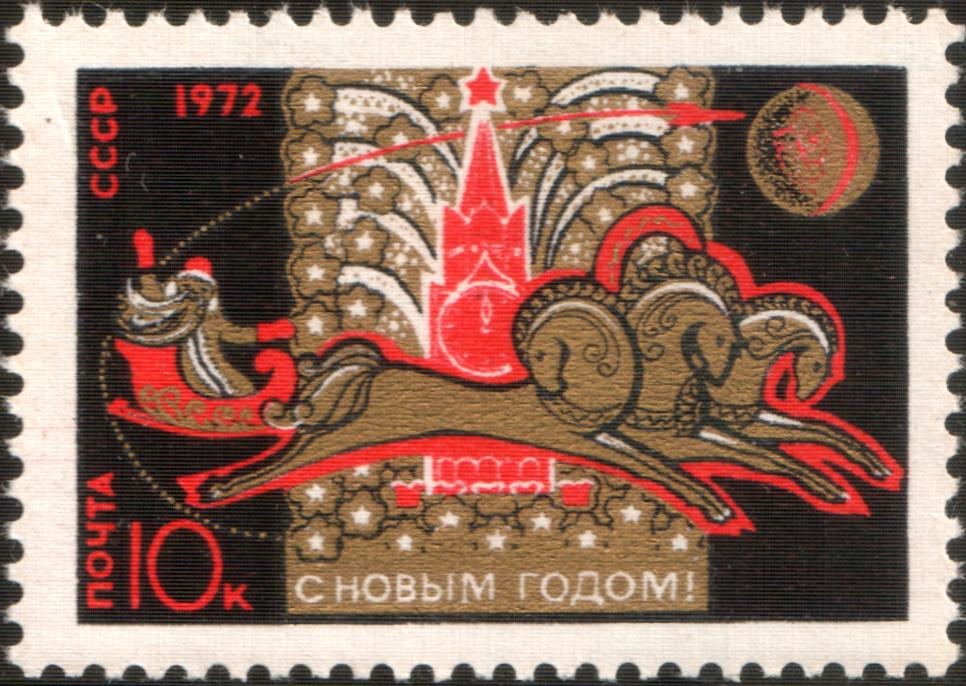
Дід Мороз на радянській марці

У 1840 р. були опубліковані «Дитячі казки дідуся Іринея» В. Ф. Одоєвського, в одній з яких («Мороз Іванович») уперше виведено образ фольклорного Мороза як доброго дарувальника.
Дід Мороз, як новорічний персонаж, почав викристалізовуватися в Росії на початку XX століття. Він уперше з'явився на Різдво в 1910 р., проте не набув широкого поширення.
Коли в середині 1920-х у СРСР почалася антирелігійна кампанія, ялинку й Діда Мороза заборонили. Повернувся Дід Мороз у радянський побут у 1937 р. за партійною директивою.
З 1930-х років — обов'язковий учасник театралізованих вистав, що тривають напередодні й під час зимових канікул у дитячих садках, школах, палацах культури, на міських майданах тощо (на кремлівській ялинці вперше з'явився 1937 року). За типовим сценарієм він з'являється не відразу, а після кількаразового запрошення, яке скандують усі присутні. До його приходу діти подарунків не отримують.
Традиційні гостинці від Діда Мороза складаються з набору солодощів. Водночас спеціалізовані фірми (за радянської доби — бюро добрих послуг) надають послугу відвідування Дідом Морозом сімей та установ із заздалегідь замовленими подарунками.
Діда Мороза зображають у довгій до п'ят синій або червоній шубі, підперезаній поясом, з довгою білою бородою, в хутряній шапці й валянках. З'являється у супроводі своєї онуки Снігуроньки й іноді з хлопчиком, уособленням нового року. Жоден з його зарубіжних аналогів не має подібних супутників.
Пересувається на тройці коней чи лижах або ходить пішки з мішком подарунків і палицею в руці.
Місце проживання — Північний полюс, Крайня Північ або Лапландія. А за казкою В. Ф. Одоєвського «Мороз Іванович» Мороз Червоний Ніс навесні оселяється в криниці, де «і влітку… холодно буває».
1999 року в Росії офіційною резиденцією Діда Мороза визнано Великий Устюг, а днем народження 18 листопада, коли в тому краї розпочинаються морози. 2003 року на території національного парку «Біловезька пуща» з'явилась резиденція білоруського Дзеда Мароза.
2010 року маєток відвідало 327 тисяч туристів. Одна з українських туристичних фірм, захопившись успіхом сусідів, також зробила спробу реалізувати подібний проєкт у Рівненській області.

## Формування образу
Докладніше: Мороз (міфічний персонаж), Святий Миколай
Дід Мороз зазнав змін до того як став відомим новорічним персонажем. Як новорічний дарувальник він поступово викристалізовується з середини XIX — початку XX ст. у міському середовищі під впливом західноєвропейських різдвяних звичаїв. У ході впровадження соціалістичної обрядовості, яка за своєю сутністю була антирелігійною, антикапіталістичною й антизахідною, у СРСР 30-х років вели жорстку боротьбу з різдвяним персонажем — Святим Миколаєм, що дало змогу Дідові Морозу зайняти його місце.
Дід Мороз має багато рис, запозичених у язичницьких персонажів та Святого Миколая.
| Характеристика Діда Мороза    | Запозичення | Зображення |
| ----------------------------- | --- | ---------- |
| Ім'я                          | Ім'я Дід Мороз було запозичено у давніх міфічних персонажів. Мороз трапляється у східнослов'янській нижчій міфології у вигляді дідугана із сивою бородою, що викликав люті морози та занапащав урожай. А діди-духи — померлі пращури, що також у міфічному світі стояли на одному щаблі з морозом. Радянський Дід Мороз не має прямого походження від стародавніх язичницьких персонажів. Хоча вже на початку XX ст. утверджується думка про «споконвічність» цього образу: «Дідусь-мороз … раптово з'являється в залі й так само, як сто чи двісті років тому, а може бути, й тисячу років тому, разом з дітьми здійснює танець навколо ялинки, співаючи хором старовинну пісню, після чого з мішка його починають сипатися дітям подарунки» |            |
| Дарувальник                   | Реальним прообразом радянського Діда Мороза є європейські різдвяні дарувальники, прототипом яких, як би вони не називалися, є один з найшанованіших святих християнської церкви — Миколай Чудотворець, архієпископ Мирлікийський, чудотворець. До Х ст. Миколай Чудотворець був шанований здебільшого на Сході Європи. Однак згодом ім'я святого стає широко відомим і на заході Європи, а 1087 року представники Риму вивезли мощі святого з Мир Лікийських, де вони покоїлися з IV ст., і перенесли їх до італійського міста Барі, де вони перебувають нині. Цю подію відзначають 9 травня за григоріанським календарем і 22 — за юліанським. День же пам'яті Святого Миколая відзначають 6 грудня за григоріанським календарем і 19 грудня — за юліанським. Саме день Святого Миколая став широко шанованим святом у всій Європі. Звичай же дарувати подарунки цього дня вперше виник у Голландії приблизно в XIV ст. У той час день святого Миколая з надзвичайною пишнотою відзначали в невеликому містечку Маастрихт. Святитель приїжджав туди на кораблі з «теплих країн» і в'їжджав у місто на коні. У пам'ять про незвичайне милосердя святого й на спогад того, як він не допустив блудного падіння трьох дочок бідного жителя Мир, таємно підкидаючи у вікно мішечки з золотом, з'явився звичай таємно робити дітям подарунки. На чарівника, що приносить подарунки дітям, святий Миколай перетворився в першій половині XVI ст. завдяки Мартіну Лютеру. На честь архієпископа Мірлікійського Лютер назвав доброго дідуся, одягненого в червоний кафтан, Санта-Ніколаусом. Далі через потестантів, з Голландії ця традиція швидко розповсюдилася у сусідніх країнах. Остаточно ж традиція дарування дітям подарунки саме на Різдво затвердилася в Європі тільки в XIX ст., та й то не скрізь. Наприклад, у сучасній Німеччині обов'язково прагнуть зробити подарунки дітям 6 грудня, на Nikholaus. Щоправда, діти не відмовляються від подарунків від американського Санта-Клауса, що став популярним в Європі після Другої світової війни, або німецького Weihnachtsmann. Дарування подарунків на День святого Миколая, за словами О. Воропая, було поширене і в Галичині. |            |
| Новорічний персонаж           | Американський Святий Миколай — Санта-Клаус деякою мірою також доклався до формування культу Діда Мороза, оскільки у боротьбі з першим у Росії (СРСР) викристалізовувався образ другого. Санта-Клаус має німецьке й голландське походження. У XVII ст. голландські іммігранти, що оселились у Новому Амстердамі (Нью-Йорку), завезли традицію шанування Святого Миколая (Sinter Klaas) до Америки. 1773 року в пресі вперше з'явилася назва Santa Claus. У книзі Вашингтона Ірвінга «Історія Нью-Йорка», виданій 1809 року, йшлося, що англійці, які жили тоді в Нью-Йорку (Нью-Амстердамі), перейменували голландського Sinter Klaas на Santa Claus. Письменник висміював голландські традиції. Англійці, що взагалі замінили в Нью-Амстердамі голландців, старанно знищували сліди своїх попередників. Місто перейменували на Нью-Йорк, переінакшили Сінтер-Клааса на Санта-Клауса й намагалися боротися з голландським заступником. Сучасного Санту придумав 1823 року Климент Кларк Мур. Власне Мур у поемі «Різдвяний гість» (англ. A Visit From Saint Nicholas), більше відомій як «Ніч проти Різдва» (англ. The Night Before Christmas), першим зобразив Санта-Клауса як життєрадісного немолодого ельфа. |            |
| Вигляд                        | Дід Мороза зображають у довгій до п'ят синій або червоній шубі, підперезаній поясом, з довгою білою бородою, з палицею в руках, у хутряній шапці й валянках. Тут проглядаються запозичені речі Святителя Миколая, який, зокрема в Голландії, має червоне облачення католицького єпископа й єпископську палицю. Водночас творці Діда Мороза намагалися зобразити його якнайменше схожим на Санта-Клауса, який своєю чергою віддалився від образу Святого Миколая. 1860 року карикатурист Томас Наст уперше намалював Санта-Клауса товстим, старим, бородатим, в окулярах, в блазенському червоному ковпаку і з люлькою в роті. Нинішній зовнішній вигляд Санта-Клауса належить пензлю Х. Сандблома — американського художника, що намалював 1931 року серію малюнків для реклами «Кока-коли». Взагалі подальша історія Санти мала яскраво виражений комерційний характер, а його образ все далі віддалявся від прототипу. |            |
| Ритуал запрошення Діда Мороза | За радянських часів стародавній язичницький культ предків та захисну магію, а саме святочний обряд слов'ян зазивання мороза та інших природних стихій на різдвяну трапезу, адаптували до атеїстичних реалій і поклали в основу запрошення Діда Мороза. |            |
| Доставка подарунків           | Дітям розповідають, що Дід Мороз розносить подарунки в мішку й кладе їх під ялинку, щоправда, не пояснюючи, як він входить до квартири. Це запозичення із західної традиції залишати різдвяні гостинці під ялинкою або у шкарпетках над каміном. На Галичині Святий Миколай клав дарунки дітям під подушку, чарівним чином проникаючи через вікно (кватирку). Історія про те, як Святий Миколай підкидав мішечки з золотом у вікно, видозмінилася в Європі. Вважалося, що Святий Миколай заносить дарунки через димар. Тому діти ставили на ніч свої черевички або вішали панчохи коло камінів, звідки в них і потрапляли подарунки. Поширенню цього вірування сприяв вірш Климента Кларка Мура «Різдвяний гість»: Ось я чую, на горі дзвоники сміються, То копитця дзвінким сріблом об дахівку б'ються. Крізь димар до нас у хату, В шапці хутряній кошлатій, З сніговою бородою, З подарунком за спиною. Враз з'явився Санта-Клаус, попелом повитий, Хутряний його костюм сажею покритий. |            |
| Засіб пересування             | Творці Діда Мороза посадили його на традиційну російську трійку коней, запозичивши цю ідею у поета Климента Кларка Мура, який придумав запрягти в сани Санта-Клауса вісім північних оленів. |            |
| Супутники                     | У Санта-Клауса є помічники ельфи. У Голландії Сінтаклаас їздить у супроводі темношкірого помічника — Чорного Піта (нід. Zwarte Piet). Для Діда Мороза також вигадали супутників, передусім його онучку Снігуроньку. Іноді він з'являється з хлопчиком, уособленням нового року. Дехто вважає, що це спотворений образ немовляти Ісуса. У радянських мультфільмах Дідові Морозу часто допомагають лісові звірята та сніговик. |            |

### Поява

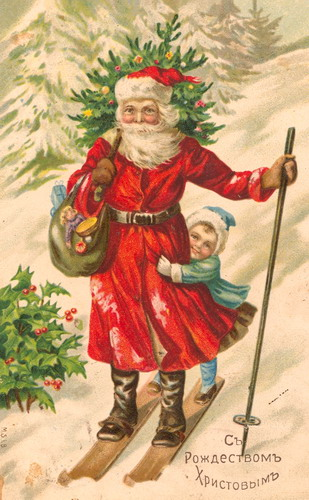
Образ майбутнього Діда Мороза формувався завдяки зарубіжним листівкам зі Святим Миколаєм. Поштівка із зображенням падубу, символу західного Різдва, і штемпелем із російським привітанням. 1910-і роки

На початку XIX ст. в українських селах дітей лякали крижаним велетнем у сніговій шубі. Неслухняних він нібито саджав до свого лантуха та ніс вовкам. Тому в ніч проти Різдва, коли, за переказами, з лісу мав з'явитися старий, малі сиділи нишком-тишком.
У російській літературі Діда Мороза спочатку змалювали злим і жорстоким язичницьким божеством, повелителем крижаного холоду та завірюхи, який морозив людей. У поемі М. Некрасова «Мороз, Червоний ніс» (1863) Мороз заради забави вбиває в лісі бідну молоду селянську вдову, залишаючи сиротами її малолітніх дітей; в п'єсі О. Островського «Снігуронька» і поставленій на її основі однойменній опері М. Римського-Корсакова Дід Мороз — владний і жорстокий стариган, втілення зими. Але починаючи з казки Володимира Одоєвського «Мороз Іванович» (1840), персонаж почав добрішати.
Одночасно й незалежно від літературного образу Мороза в міському середовищі виникає і розвивається міфологічний персонаж, запозичений, як і ялинка, із Заходу. У ході створення псевдофольклорної новорічної міфології відбулося народження Діда Мороза.
У Росії новорічний дарувальник тривалий час виступав під різними іменами:
- старий Рупрехт (1861) — одиничні випадки, які вказують на німецьку традицію,[26]
- св. Миколай чи Дідусь Миколай (1870) — не прижився, оскільки у росіян Нікола[ru] в ролі дарувальника ніколи не виступав,[27]
- Санта-Клаус (1914) — тільки на зображеннях із західною ялинкою,[24]
- просто старий, що живе взимку в лісі (1894),[28]
- добрий Морозко (1886),[29]
- Мороз (1890-ті роки)[30] тощо.

Урешті-решт, певною мірою під впливом східнослов'янської міфології було визначено ім'я Дід Мороз. Ритуал його запрошення сформувався на основі стародавніх обрядів, учасники яких запрошували на Святвечір Мороза та предків. Власне, він перебрав функції предка-дарувальника.
На початку XX ст. Дід Мороз з'являється як іграшка на чи під ялинкою, рекламна лялька на вітринах, персонаж дитячої літератури, маскарадна маска, дарувальник ялинки й подарунків.

### Радянський образ

Запрошення на Новорічну ялинку в Кремлівському палаці з'їздів. 1984 р.

Перше зображення радянського Діда Мороза в анімаційному фільмі «Дід Мороз і сірий вовк», 1937 р.

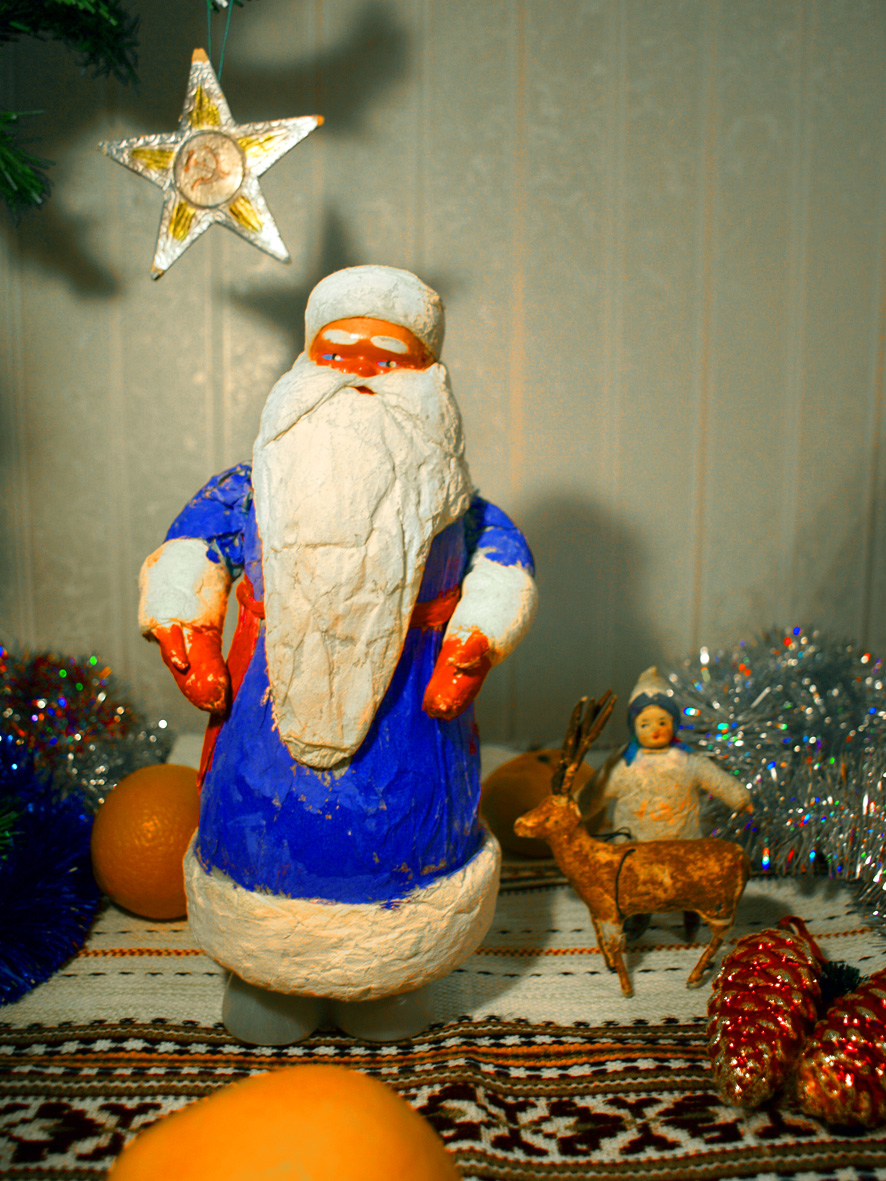
Дід Мороз — одна з основних новорічних іграшок у СРСР, 1950-ті рр.

Після провалу антиріздвяної кампанії 1920-х років (частини антирелігійної кампанії) радянська влада вирішила адаптувати для себе новорічну атрибутику. 28 грудня 1935 року соратник Сталіна, секретар ЦК КП(б)У, член Президії Центрального Виконавчого Комітету СРСР Павло Постишев через газету «Комсомольська правда» звернувся до комсомольців із закликом: «Організуймо до Нового року дітям гарну ялинку». Зокрема пропонувалось ставити ялинки в школах, дитячих будинках, піонерських палацах, дитячих клубах, театрах і кінотеатрах. Перше дитяче новорічне свято у СРСР організували в Харкові, а згодом у Москві.
Влада дала старт для вироблення стандартного ритуалу проведення Нового року. Тоді ж народився соціалістичний образ Діда Мороза, який приносив дітям не індивідуальні подарунки, а одноманітні пакети з однаковим вмістом.
1937 року Дід Мороз уперше з'явився в Московському Будинку Союзів. 1954 року головне новорічне свято стали проводити в Кремлі. Відвідування всесоюзної центральної ялинки за особливим запрошенням стало предметом гордості для радянських дітей. Уперше роль Діда Мороза виконав актор Михайло Ґаркаві. З 1946 року головним Дідом Морозом СРСР був Сергій Преображенський, з 1964 — Олександр Хвиля, а з 1970-х і до 1992 — Роман Філіппов.
Спочатку новорічні заходи з Дідом Морозом мали сприяти ідеологічному вихованню радянських дітей. Свята були тематичні, що присвячувались досягненням СРСР. Головними героями були революційні матроси, робітники Магнітки, піонери-тимурівці. А ялинку засвічували від залпу крейсера «Аврора». 1953 року, за сценарієм Льва Кассіля і Сергія Михалкова, у фінальній сцені, коли розсувались лаштунки і з'являвся портрет Й. Сталіна, Дід Мороз і Снігурка славословили:
В дружный круг у елки встанем
И споем со всей страной:
«Славься, наш великий Сталин!
Славься, Сталин наш родной!»
Лише 1964 року молоді сценаристи Олександр Курляндський, Едуард Успенський і Аркадій Хайт зуміли перетворити пропагандистські вистави на новорічне шоу, героями яких, окрім Діда Мороза, стали чарівники й персонажі улюблених казок.
Уперше Дід Мороз як анімаційний персонаж з'явився в мультфільмі «Дід Мороз і сірий вовк» (1937 рік). Сучасний образ новорічного персонажа продовжував формуватися радянськими художниками та кінематографістами, які протиставляли його американському Санті, що проник після Другої світової війни до Європи, і взагалі будь-яким різдвяним традиціям..

## На святкових листівках
На початку XX ст. у Росії не друкували листівки із зображенням Діда Мороза. За свідченням дореволюційних авторів, малювався Санта-Клаус, неодмінними атрибутами якого були «західна ялинка» та інші символи західного Різдва. Єдиною відмінністю від католицьких поштівок було надруковане різдвяне привітання російською мовою.
Дід Мороз на радянських листівках уперше з'явився 1943 року, а з 1950-х рр. став майже обов'язковим персонажем. Поштівки тієї доби мали виконувати агітаційно-пропагандистську функцію. На них прославлялись досягнення Радянського Союзу. А Дід Мороз малювався як активний учасник державного й громадського життя: він захищає країну від німецьких окупантів, літає в космос, будує Байкало-Амурську магістраль, працює на ЕОМ, готується до Олімпіади. За М. Хрущова випускали листівки, присвячені освоєнню цілини, які після усунення Хрущова масово вилучали з поштових відділень.

## За межами Росії

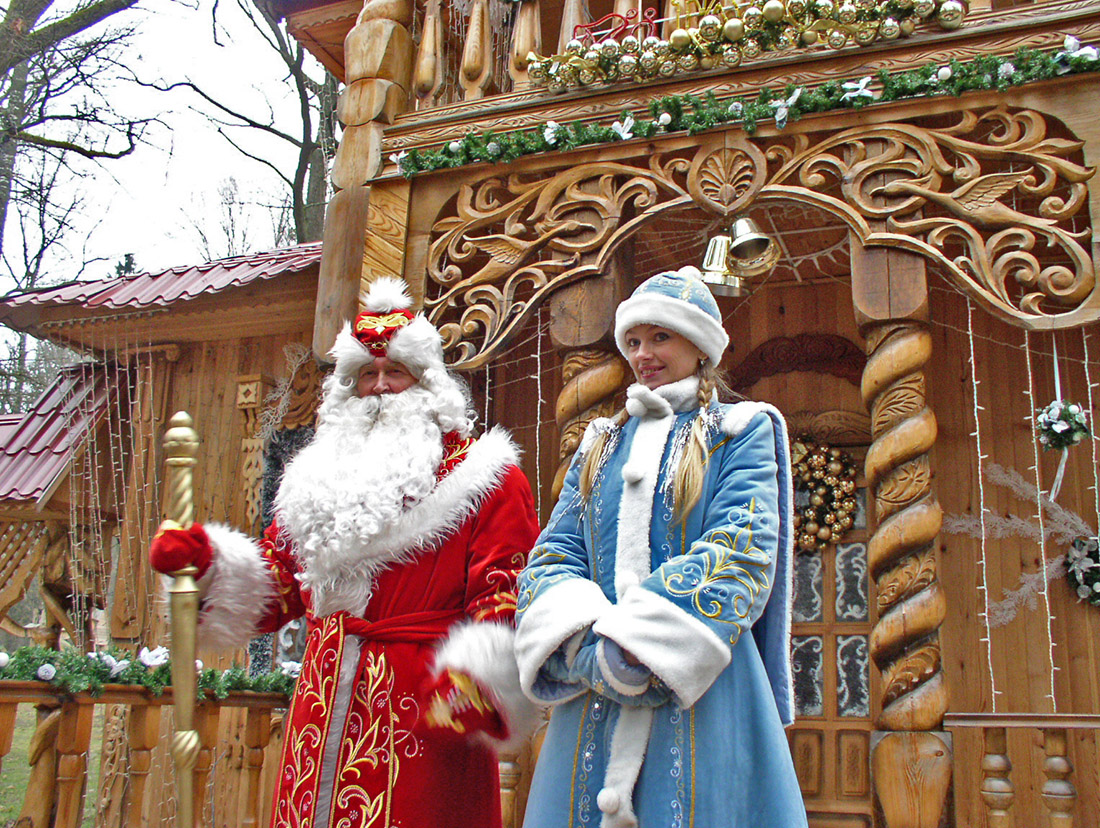
Дід Мороз і Снігурка в Біловезькій пущі. Білорусь, 2004 р.

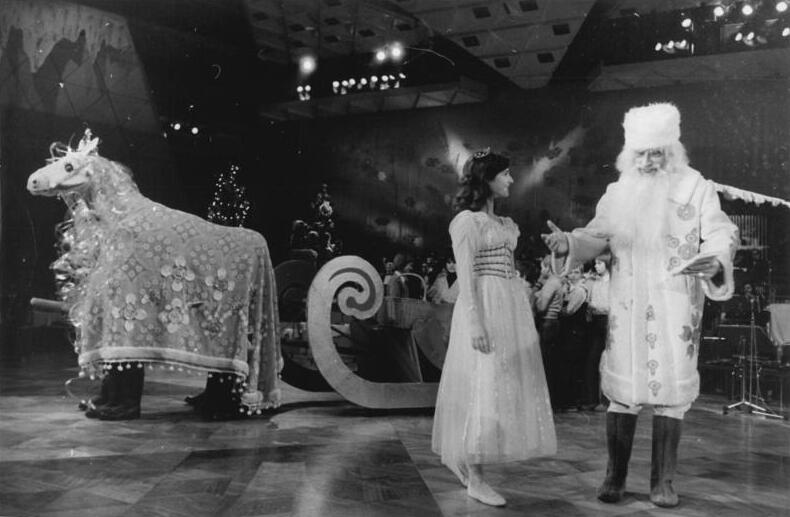
Дід Мороз, непритаманний місцевим різдвяним традиціям, зумів поширити свій вплив на Східну Європу. Берлін, 1976 р.

Дід Мороз, непритаманний місцевим різдвяним традиціям, все ж зумів поширити свій вплив на Східну Європу в межах соціалістичного табору.

### В Україні

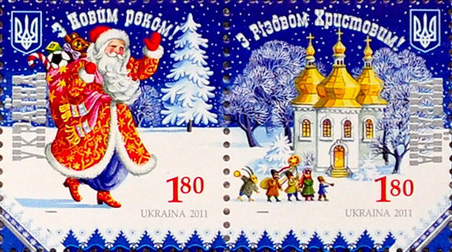
«З Новим роком!» Українська поштова марка. 2011

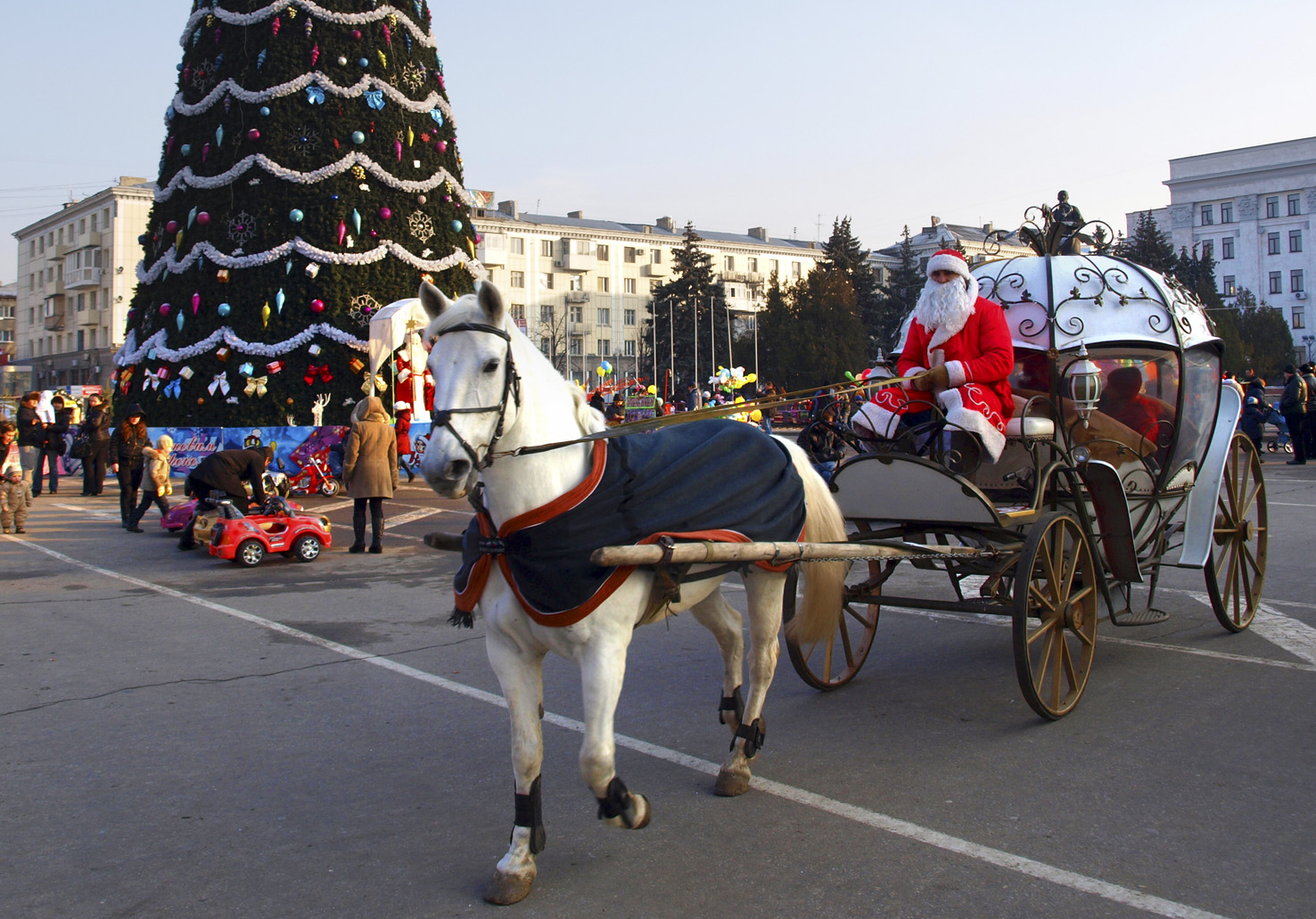
«Вестернізація» Діда Мороза. Луганськ, 2011 р.

Українські етнографи Олекса Воропай, Володимир Гнатюк, Філарет Колесса, Іван Франко, Володимир Шухевич та інші у своїх дослідженнях не згадують Діда Мороза як новорічного дарувальника.
Проте як різдвяний персонаж він згадується під час колядування: Коза боїться лише сивобородого Діда Дю́ді (дю́дя — те саме, що холод) — бога зими та морозу.
У 1819—1930-х роках москвофільство сприяло поширенню серед українського населення Галичини, Буковини і Закарпаття російської культури. Прибічники панросійських ідей утверджували думку про національно-культурну єдність з Росією. Зрештою, це вплинуло і на різдвяні запозичення. Саме цією течією до Західної України був занесений Дід Мороз.[джерело?] 1924 року львівський часопис «Молода Україна» (під редакцією Михайла Таранька) на своїх шпальтах надрукував казку-п'єсу, в якій є персонаж Діда Мороза:
| Дід-Мороз (кладе руки): Ми ріжних подарунків діткам надаємо І одіжи, й ласощів й їжі.[42] |
Однак Дід Мороз на теренах Західної України не прижився, і подарунки дітям дарували на День святого Миколая. Дещо порушеною була ця традиція за часи радянської окупації після другої світової війни.
Однак з відновленням Української державності галичани відкинули Діда Мороза як один із символів радянської доби.
На сході й півдні України та в Києві Дід Мороз деякий час залишався найпопулярнішим новорічним персонажем місцевих дітей.
ЗМІ все частіше напередодні Різдва приділяють увагу традиційно українському персонажу — Святому Миколаєві. Періодично проводяться опитування, як, наприклад, «хто для українців рідніший: Дід Мороз чи Святий Миколай?» Цією тематикою цікавляться навіть іноземні мас-медіа, зокрема BBC.
Остаточно невизначеним виявився й день отримання подарунків. Як і раніше, найбільш визнаним таким днем залишається Новий рік. Але в деяких регіонах України, переважно в західних і центральних, а також у православних і греко-католицьких громадах радісна подія для дітей відбувається на Різдво або в ніч проти 19 грудня (День святого Миколая)
2012 року у Львові відбулась акція «Святий Миколай проти Діда Мороза», мета якого — пропаганда традиційно українського різдвяного дарувальника.
Зрештою, у вересні 2014 року КМДА визначила новорічні свята 2015 року в Києві провести на Софійській площі, на якій встановили головну ялинку країни, ярмаркові будиночки та облаштували резиденцію Святого Миколая. 19 грудня на День святого Миколая саме Святитель, а не Дід Мороз привітав дітей зі святом.
Подібні заходи без Діда Мороза запланували в парках «Перемога», «Партизанської слави», Центральному парку і на різдвяному ярмарку на Троїцькій площі, біля НСК «Олімпійський».
З 20 грудня 2014 року від будівлі КМДА (вул. Хрещатик, 36) проводиться традиційний парад-забіг волонтерів — помічників Святого Миколая. 2014 року в ньому взяли участь близько 600 осіб., а 2015 — 564 особи. Отримані від заходу кошти пішли на закупівлю постільної білизни для центру соціальної реабілітації дітей-сиріт і дітей, позбавлених батьківської опіки «Смарагдове місто» з міста Святогірськ.

#### В українській діаспорі
Однойменний персонаж, що персоналізує зимові морози — Дід Мороз, трапляється в українськомовній дитячій літературі, створеній поза теренами СРСР: до прикладу, Дід Мороз є персонажем п'єси-казки Наталії Савченко "Дід Мороз" . Присутній Дід Мороз також і в поезії для дітей — наприклад, у творчості Катерини Перелісної: 
Дід Мороз засніжений.
Руки крижані,
У віконце стукає:
„Відчиніть мені!
Та пустіть погрітися.
Хоч біля дверей...
Бачу, вам там весело!
Скільки тут дітей!
Ех, якби на вулиці
Я їх запопав!
Ніжки поморозив би,
Щічки пощипав!
А то, бач, за стінами
У теплі сидять,
І пороздягалися.

Та ще й цвірінчать!" 
В образотворчому мистецтві української діаспори, Мороз трапляєтьсяв (принаймні) в ілюстраціях до літературних творів: до художників, що ілюстрували Мороза належать Едвард Козак, Ніна Мриц та інші.

### В інших колишніх республіках СРСР
У фольклорі білорусів різдвяний дарувальник Дзед Мароз не зустрічався. Однак за радянську добу він тут дуже добре прижився. А 2003 року в Біловезькій пущі навіть була заснована його офіційна резиденція.
У Вірменії Дід Мороз відомий як Ձմեռ Պապ (Дзмер Пап), тобто Зимовий Дід.

### У країнах колишнього «Соціалістичного табору»
У колишніх югославських республіках (Боснія і Герцеговина, Північна Македонія, Сербія, Словенія, Чорногорія) новорічним дарувальником виступає відповідно босн. Djed Mraz, мак. Дедо Мраз, серб. Деда Мраз, словен. Dedek Mraz.
У Словенії Дід Мороз трансформувався у Dedek Mraz, худорлявого чоловіка в сірому шкіряному пальті з хутром всередині й хутряній шапці. Таким його зобразив словенський художник Максим Гаспарі. За легендою, Дедек Мраз спочатку жив у Сибіру, але після охолодження стосунків між Югославією та СРСР його поселили на найвищій югославській горі Триглав.
У Болгарії Дядо Мраз (Дід Мороз), який потрапив із Росії, панував до 1989 року.
Не уникнула впливу і НДР, у якій з'явився Väterchen Frost (з нім. — Дід Мороз), щоправда, забутий після виходу Східної Німеччини із соціалістичного блоку.
У Польщі також була зроблена спроба насадити російського Діда Мороза (Dziadek Mróz).
У соціалістичній Румунії було офіційно заборонене святкування Різдва. Румунського Різдвяного Діда (рум. Moş Crăciun) замінили на російського Діда Мороза (Мош Джеріла).
У Чехії та Словаччині під впливом російської культури народився нетрадиційний персонаж Mrazík або dědo Mráz.

## Боротьба з різдвяно-новорічними персонажами
Час від часу новорічно-різдвяні дарувальники зазнавали численних нападок. У XVI ст. Лютеранська реформація скасувала шанування святих, у тому числі й день пам'яті Святого Миколая. Відтак протестанти заборонили шанувати святителя. З американським Сантою ведеться боротьба в Росії, розпочата ще радянською владою у 1940-х роках. Радянська влада, викорінюючи культ Святого Миколая, сприяла зміцненню позицій Діда Мороза. Щоправда, на рубежі XX-XXI ст. у східноєвропейських країнах почали відмовлятися від цього новорічного персонажа на користь місцевих традицій.

### Заміна різдвяних традицій соціалістичними

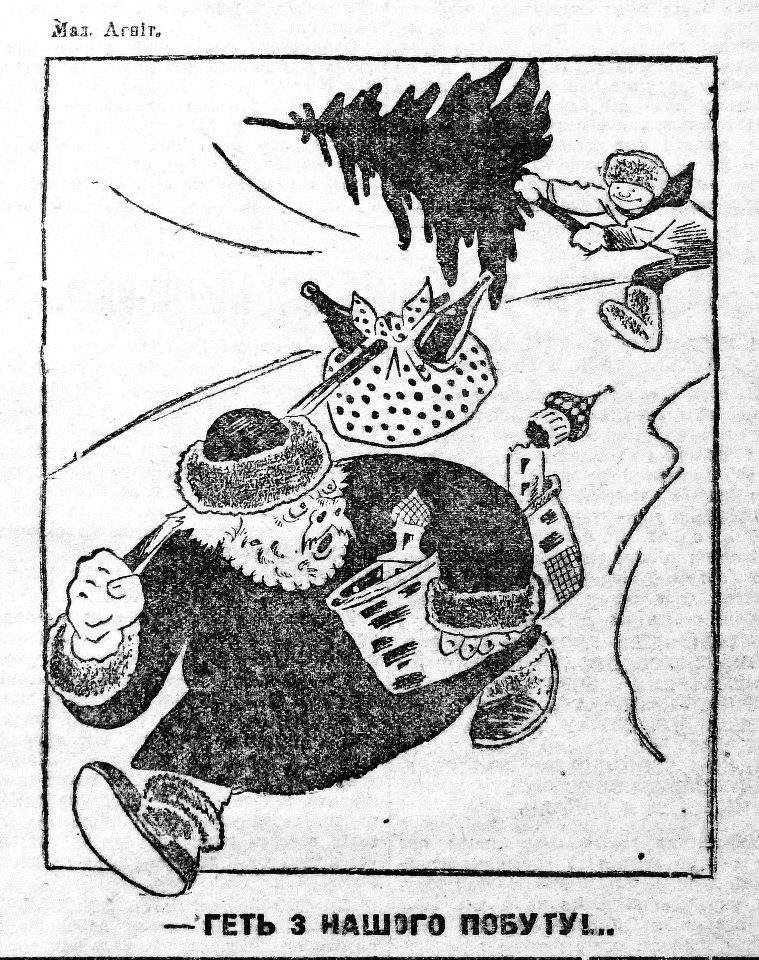
Більшовицька пропаганда проти Діда Мороза в газеті «Пролетарська правда», 25 грудня 1928 року

Під час антирелігійної кампанії у СРСР у 1920-х роках Різдво з радянського календаря викреслили, а Діда Мороза, який спочатку розглядався як релігійний персонаж, заборонили. Газети лайливо звали персонажа «релігійним мотлохом» і знаряддям пропаганди експлуататорських класів. До цькування різдвяних персонажів долучились радянські письменники і поети:
Под «Рождество Христово» в обед
Старорежимный елочный дед
С длинной-предлинной такой бородой
Вылитый сказочный «дед-мороз»
С елкой под мышкой саночки вез,
Санки с ребенком годочков пяти.
Советского тут ничего не найти! (Дем'ян Бєдний)
В інструкціях з антирелігійної пропаганди ставились вимоги боротьби як з Дідом Морозом, так і з ялинкою:

| Дітей обманюють, що подарунки їм приніс Дід Мороз. Релігійність дітей починається саме з ялинки. Панівні експлуататорські класи користуються «милою» ялинкою і «добрим» Дідом Морозом ще й для того, щоб зробити з трудящих слухняних і терплячих слуг капіталу.[58] |
Викорененню підлягав культ Святого Миколая. 1928 року він був оголошений «союзником попа й куркуля».
Це продовжувалось вісім років, проте кампанія проти різдвяних свят провалилася. Тоді радянська влада вирішила адаптувати релігійні символи до соціалістичних реалій. 1935 року дозволили ялинку як символ Нового року, а не Різдва, а 1937 року — світського Діда Мороза замість різдвяного Святого Миколая.

### Витіснення Діда Мороза
Із розпадом Радянського Союзу в колишніх соціалістичних країнах розпочалось відродження місцевих різдвяних традицій і витіснення Діда Мороза як пережитку радянської доби.
У Хорватії Djed Mraz був затаврований як комуністичний персонаж, якого мав замінити Djed Božićnjak (Різдвяний Дід). Цьому сприяла потужна кампанія у мас-медіа. Однак, як і в Україні, в Хорватії остаточно не сформувався єдиний новорічно-різдвяний дарувальник. З 1999 року імена Djed Mraz і Djed Božićnjak стали майже синонімами. Останнім часом діти також чекають дарунки 6 грудня від Святого Миколая (Sveti Nikola). Відомий тут Крампус, який карає нечемних дітлахів. Водночас у деяких релігійних родинах стверджують, що лише від Ісуса (Isusek, mali Isus) треба очікувати дарунки на Різдво.
У Словенії після падіння комуністичного режиму на початку 1990-х рр. повернулись традиційні словенські дарувальники — Miklavž (Святий Миколай) і Božiček (Божичок), а в деяких районах Словенії також Jezušček (Ісусик). Останнім часом відбувається мішанина образів, відтак на святкових заходах з'являються персонажі й Діда Мороза, і Святого Миколая, і навіть Санта-Клауса.
У Болгарії також відродили власного персонажа — Дяда Коледа.
У Польщі російський Дід Мороз (Dziadek Mróz) ніколи не був популярним. Після падіння комуністичного режиму Дід Мороз повністю зник з польських земель. Натомість традиційним зимовим персонажем залишається Święty Mikołaj.
У Румунії після 1989 року традиційний персонаж Moş Crăciun витіснив чужинця Діда Мороза.
Такої ж долі зазнав Mrazík або děda Mráz у Чехії та Словаччині, який відступив під тиском традиційного дарувальника — Ježíšek (Ісусик).
2012 року було заборонено згадувати про Діда Мороза та Снігурку на узбецькому телебаченні. В умовах відродження ісламської культури ці персонажі оголошені небажаними іноземцями. За визнанням одного тележурналіста, їм заборонили показувати в новорічних сюжетах Діда Мороза та його супутницю. Щодо ялинки, то про неї теж не слід згадувати. Проте вона може з'являтись на телеекранах лише на задньому плані.
«В усіх телепрограмах можна тільки відзначити, що наближається Новий рік і все. Ми не повинні згадувати також про Різдво. Наше начальство каже, що це важливо, щоб захистити нашу узбецьку культуру від іноземного впливу».
2012 року головний муфтій Таджикистану закликав правовірних мусульман відмовитись від святкування європейського Нового року, який суперечить ісламським канонам і таджицьким традиціям. Того ж року юрма молодиків з криками: «Ти — невірний» убила людину, одягнену в костюм Діда Мороза.
У грудні 2013 року комітет з телерадіомовлення Таджикистану ухвалив рішення про трансляцію новорічних програм без ялинки, Діда Мороза й Снігурки — «казкових персонажів, які не мають прямого стосунку до національних традицій» країни.

## Анекдоти
Дід Мороз є одним із героїв численних анекдотів. У них переважно обігрується тема новорічних подарунків, бажань, дитячого новорічного ранку, постійно п'яного стану Діда Мороза, розбещеності Снігурки тощо.

## Різдвяно-новорічні персонажі в різних країнах
| - в Україні — «Святий Миколай» - в Азербайджані — «Şaxta Baba», «Ayaz Ata» - в Албанії — «Babadimri» - в Афганістані — «Baba Chaghaloo» - у Білорусі — «Дзед Мароз» або «Зюзя» - у Болгарії — «Дядо Коледа» - у Бразилії — «Papai Noel» - у Великій Британії — «Father Christmas» - у Вірменії — «Dzmer Papi» - у В'єтнамі — «Ông già Nô-en» - у Греції — «Агиос Василис», (Святитель Василій) - у Грузії — «Tovlis papa», «Tovlis babua» - у Данії — «Julemanden» або «Julenissen» - в Єгипті — «Papa Noël» - в Ізраїлі — «Silvester» | - в Індонезії — «Sinterklas» - в Іраку та Південній Африці — «Goosaleh» - в Ірані — «Baba Noel» - в Ірландії — «Daidí na Nollaig» - в Ісландії — «Йоласвейнари» - в Іспанії та Латинській Америці — «Papá Noel» - в Італії — «Babbo Natale» - у Каталонії — «Sinterklaas» - у Латвії — «Ziemassvētku vecītis» - у Литві — «Kalėdų Senelis» - у Нідерландах — «Kerstman» - у Німеччині — «Weihnachtsmann» або «Nikolaus» - у Норвегії — «Julebukk» або «Julenissen» - у Польщі — «Święty Mikołaj» - у Португалії — «Pai Natal» | - у Росії — «Дед Мороз» - у Румунії — «Moş Crăciun» - у Сербії, Чорногорії та Боснії і Герцеговині — «Deda Mraz» - у США та англомовній Канаді — «Santa Claus» - на Тайвані — «Sèng-tàn Ló-jîn» - у Татарстані — «Qış Babay» («Киш Бабай») - у Туреччині — «Noel Baba», «Ayaz Ata» - в Угорщині — «Mikulás» або «Télapó» - у Фінляндії — «Joulupukki» - у Франції та франкомовній Канаді — «Le Père Noël» - у Фрисландії — «Sinteklaas» - у Чехії та Словаччині — «Ježíšek» і «Mikuláše» - у Чилі — «Viejito Pascuero» - у Швеції — «Jultomten» - у Шотландії — «Daidaín na Nollaig» - у Японії — «Сеґацу-Сан» і «Оджі-Сан» |

## Мультиплікаційний образ
- «Дід Мороз і сірий вовк» (1937)
- «Новорічна ніч» (1948)
- «Коли запалюються ялинки» (1950)
- «Сніговик-поштар» (1955)
- «Новорічна подорож» (1959)
- «Дід Мороз і літо» (1969)
- «Ну, постривай!» (випуск № 8, 1974 р.) з Вовком у ролі Снігуроньки і Зайцем у ролі Діда Мороза
- «Дід Мороз і сірий вовк» (1978)
- «Мороз Іванович» (1981)
- «Новорічна пісенька Діда Мороза» (1982)